# Makaretu (rivière)
La rivière Makaretu  (en anglais : Makaretu River) est un cours d’eau situé au sud de la région de Hawke's Bay dans l’Île du Nord de la Nouvelle-Zélande.

## Géographie
C’est l’une des nombreuses rivières grossièrement parallèles, qui s’écoulent vers l’est  à partir des pentes de la chaîne de Ruahine au nord de Dannevirke, passant tout près du centre de la ville de Takapau avant de rencontrer les eaux du fleuve Tukituki juste à l’ouest de la ville de Waipukurau.